# Ossido di tulio
L'ossido di tulio, formula chimica Tm2O3, è l'ossido del tulio.
È stato isolato per la prima volta nel 1878 da un campione impuro di ossido di erbio da Per Teodor Cleve.